# Religioni in Messico
Il cristianesimo è  una delle religioni più diffuse in Messico. Secondo il censimento del 2020, i cristiani sono circa l'89,3% della popolazione e sono in maggioranza cattolici; lo 0,1% circa della popolazione segue altre religioni, l'8,1% circa della popolazione non segue alcuna religione e il 2,5% circa della popolazione non specifica la propria affiliazione religiosa. Una stima dell'Association of Religion Data Archives (ARDA) riferita al 2015 dava i cristiani al 93,2% circa della popolazione e coloro che non seguono alcuna religione al 5,5% circa della popolazione.

## Religioni presenti

### Cristianesimo
Secondo il censimento del 2020, i cattolici rappresentano il 77,7% della popolazione, i protestanti l'11,2% della popolazione e le altre denominazioni cristiane lo 0,4% della popolazione. Rispetto al censimento del 2010, si è verificata una diminuzione dei cattolici e una crescita dei protestanti.
La Chiesa cattolica in Messico è rappresentata principalmente dalla Chiesa latina, presente con 19 arcidiocesi e 78 diocesi. Le Chiese cattoliche di rito orientale sono presenti con 2 eparchie, una per la Chiesa maronita e una per la Chiesa cattolica greco-melchita. I cattolici di rito armeno dipendono dall'Esarcato apostolico di America Latina e Messico, che ha sede in Argentina. 
Il maggior gruppo protestante in Messico è costituito dai pentecostali; seguono i presbiteriani, raggruppati principalmente nella Chiesa nazionale presbiteriana del Messico. Gli altri principali gruppi protestanti presenti nel Paese sono gli anglicani (riuniti nella Chiesa anglicana del Messico), i metodisti, i battisti, i luterani e gli avventisti del settimo giorno. 
La Chiesa ortodossa è presente in Messico con la Chiesa greco-ortodossa e la Chiesa ortodossa russa. Gli ortodossi rappresentano meno dello 0,1% della popolazione. 
Fra i cristiani di altre denominazioni, in Messico sono presenti i Testimoni di Geova, la Chiesa di Gesù Cristo dei Santi degli Ultimi Giorni (i Mormoni) e La Luz del Mundo (LLDM), una Chiesa antitrinitaria con sede a Guadalajara.

### Altre religioni
Tra le religioni non cristiane, in Messico sono presenti l'ebraismo, l'islam, il buddhismo e il bahaismo. Vi sono anche piccoli gruppi di seguaci dell'induismo e della religione tradizionale cinese (costituiti da immigrati di origine asiatica) e di seguaci dei nuovi movimenti religiosi.